# LiteBIRD
LiteBIRD（缩写自：Lite (Light) satellite for the studies of B-mode polarization and Inflation from cosmic background Radiation Detection）是尚在计划中的小型空间探测器。LiteBIRD 由日本宇宙航空研究开发机构开发，旨在观测原初引力波在宇宙微波背景辐射中产生的B模偏振。

## 概览
宇宙暴胀模型预言大爆炸后约10-38秒时有原初引力波产生。原初引力波会在宇宙微波背景辐射偏振分布中留下特殊的印记，即B模偏振。测量B模偏振被认为是探测原初引力波最有效的方式，而对后者的了解可以帮助人类更好地理解宇宙的开端。随着测量精度的提高，人们将可能测试包括超弦理论在内的量子引力理论给出的预言。
LiteBIRD 的目标是以δr<0.001的精度测量全天的微波背景，其中r指的是张量-标量功率谱密度比，即是暴涨期间度规的张量微扰和曲率微扰功率谱密度的比值。项目由来自日本、欧洲、加拿大和美国的科学家团队合作设计。